# Багауды

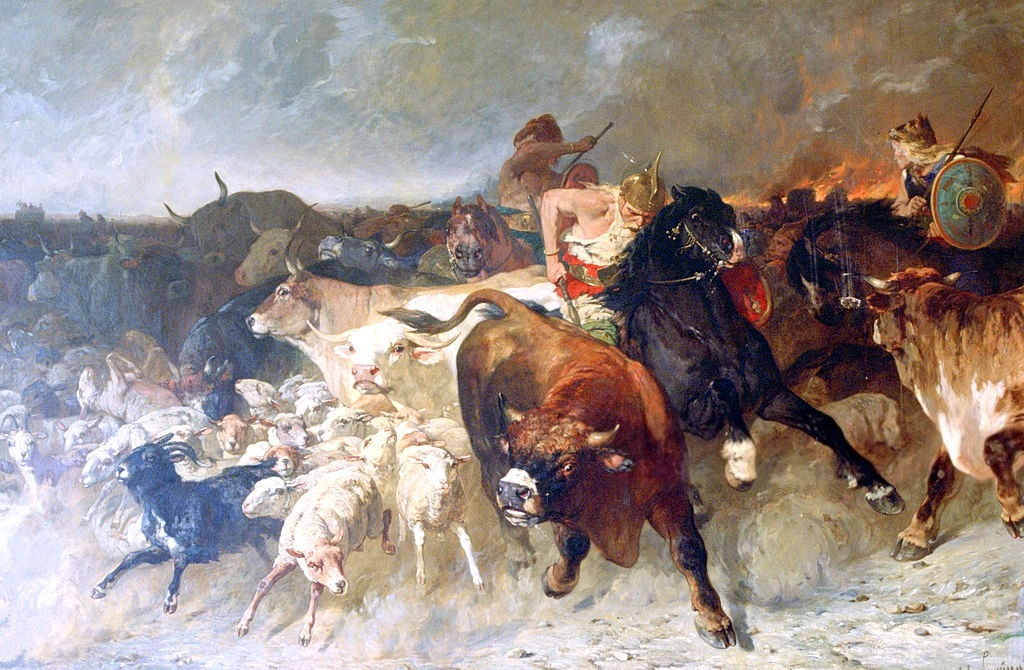
«Галльские мародёры». Эварист Виталь Люмине (1867)

Багау́ды (лат. Bagaudae) — участники антиримского освободительного движения, охватившего северо-западную Галлию, а потом и северо-восточную Испанию.
Выступления багаудов продолжались с III по V век. Основную массу участников движения составляло обнищавшее свободное население, колоны, рабы. Основным районом восстания были области между рекой Сеной и Луарой (обширные густые леса служили хорошим убежищем). Отряды багаудов нападали на виллы крупных землевладельцев и слабо защищённые города. В отдельных районах Галлии багаудам даже удалось создать независимые общины, которые не признавали власть Рима. Руководители багаудов Аманд и Элиан, которых провозгласили императорами, создали армию. Подавленное римлянами восстание снова вспыхнуло в 408 году, в 435—447 годах охватило северо-западную Галлию, однако вновь было подавлено. В середине V века движение распространилось и на северные области Испании. В 454 году вестготы под командованием Фридериха, брата короля Теодориха II, уничтожили испанских багаудов. С тех пор источники не упоминают и галльских багаудов.

## Этимология термина
Об этимологии термина «багауды» римские писатели ничего не сообщают. В связи с этим это слово точно не расшифровано. Возможен вариант «борющийся», «борец», если предположить, что слово происходит от кельтского «baja» — «борьба». В византийском словаре Суда слово «βακαύδας» производится от глагола «βαγεύειν», что переводится как «шататься», «бродить», и соответствует латинскому «vagari», «vagi», «vagantes». На древнегалльском языке словом «bagat» или «bagad» называли какую-либо толпу, сброд, сборище людей.

## Сословная принадлежность багаудов
Евмений в своём панегирике называет осадивших город Августодунум багаудов разбойниками. Аврелий Виктор упоминает о «шайках поселян и разбойников, которых местные жители называют багаудами». Павел Орозий пишет о «шайках поселян, которых называли багаудами». Сальвиан в своём труде «Об управлении Божием, или Провидении» подчёркивает, что слово «багауд» — оскорбительное и унизительное прозвище. В Галлии местные рабовладельцы называли багаудами беглых рабов, разорённых крестьян, дезертиров из легионов и т. д.

## История
Багауды начали активно действовать в 187 году при императоре Коммоде во время восстания бывшего солдата Матерна. К тому времени положение галльского сельского населения стало особенно тяжёлым. Провинцию охватил аграрный кризис, из которого она не могла выйти в течение 15—20 лет. Кроме того, на сельском хозяйстве Галлии отрицательно сказались затяжные войны империи (парфянская и маркоманская), сократившие число рабочих рук на полях и плантациях, и занесённая с Востока эпидемия чумы.
В таких условиях началось восстание Матерна, из Галлии перешедшее и на Испанию. Римлянам пришлось приложить немалые усилия для подавления бунта, сам Матерн был убит в Риме при попытке организовать свержение Коммода. Когда в 192 году началась гражданская война между Септимием Севером и Клодием Альбином, в Галлии действовали отряды дезертиров, колонов и рабов. После победы над Клодием Север разгромил и эти отряды. В период правления династии Северов в Галлии появились многочисленные отряды разбойников, нападавших на виллы и поля зажиточных людей. Одна надпись, датируемая приблизительно 213—215 годом говорит о посылке отрядов против восставших на границе с Германией. также была создана сеть военных постов.
Следующая волна активности багаудов пришлась на кризис III века. Они собирались в отряды, грабили деревни и иногда пытались брать города. В правление галльского императора Тетрике I движение багаудов особенно усилилось, в нём принимали участие и солдаты римской армии. Они взяли один из крупнейших городов Галлии — Августодунум, при разграблении которого часть знати и богатых горожан была истреблена. После того как Тетрик предал свои войска и сдался Аврелиану, тот с жестокостью подавил багаудов.
Спустя десять лет, в 283—286 годах, в Галлии началось новое, более сильное, восстание багаудов. Главными участниками были сельские рабы и колоны, к которым присоединились разоренные мелкие свободные земледельцы. Восстание началось в 283 году при императоре Карине. Против них он направил своего сына Карина в титуле августа, разбившего крупные силы мятежников, но так и не покончившего с восстанием. Багауды организовали по римскому образцу свою армию, а их предводители, Аманд и Элиан были провозглашены императорами и начали чеканить собственную монету. Новый император Диоклетиан послал своего соправителя Максимиана с многочисленной армией в Галлию. После нескольких лет борьбы тому удалось разгромить повстанцев, для полного усмирения Галлии проводились массовые казни. Однако не все багауды были уничтожены, война превратилась в партизанскую борьбу. Известно, что когда Юлиан II Отступник управлял Галлией, он наказал «наглых разбойников», действовавших во многих областях. Однако спустя десятилетие при императоре Валентиниане I, в 368—370 годах, багауды вновь подняли головы. К началу V века наблюдалось общее обеднение Галлии из-за налогов и тяжелого положения мелких собственников.
По словам Проспера Аквитанского, целые области «посвящались в багауды». Первая волна восстаний багаудов в V веке приходится на 408—411 годы. Они охватили почти всю Галлию. В одной из частей Галлии — Арморике бунтовало свободное население, которых эдикты императора Гонория называли багаудами, но оно было усмирено к 412 году.
Вторая волна приходится на 435—437 годы. В это время вся Трансальпийская Галлия отделилась от Рима, а предводителем восстания был некий Тибато. Проспер рассказывает о том, что «почти все рабы Галлии взялись за оружие и присоединились к багаудам». Против восставших воевал будущий император Майориан. Лишь в 437 году полководцу Флавию Аэцию удалось пленить Тибато и на некоторое время подавить восстание. В 448 году в Арморике было ещё одно восстание, но к 451 году оно также было подавлено.
К половине V века движение багаудов перекинулось и на северную Испанию. Сообщение хроники Идация за 441 год:
«Астурий, начальник военных сил в Галлии, посланный в Испанию, избивает множество таррагонских багаудов». По всей видимости, Таррагона была центром восстания. Другим центром являлась Арациола. Сообщение хроники Идация за 443 год: «К Астурию, начальнику того и другого войска, посылается в качестве преемника зять его Меробавд… За короткое время своей власти он сокрушает надменность арацеллитанских багаудов». Бессильная империя обратилась за помощью к вестготам, которые в 454 году разгромили багаудский центр Таррагону.
Однако и потом испанские багауды всё ещё продолжали действовать. В 458—460 годах император Майориан совершил поход в Испанию, где воевал с багаудами. Спустя тридцать лет багауды Таррагонии восставали против вестготского короля Алариха II. Подавление восстания досталось ценой больших усилий, но вестготы сумели пленить вождя багаудов Бурдунела. Его привезли в Тулузу, где он и был казнен в 498 году. С тех пор о багаудах хроники не упоминают.